# تیرینس
تیرینس (به یونانی: Τίρυνθα) شهر و منطقه‌ای باستانی در یونان است. بنا به اساطیر یونانی، خاندان پرسس در این شهر حکومت می‌کرده‌اند.